# 잭 오키
잭 오키(Lewis Delaney Offield, 1903년 11월 12일 ~ 1978년 1월 23일)는 미국의 희극 배우, 영화배우, 텔레비전 배우이다.

## 영화
- 연인이여 돌아오라 (1961년) - J. 팩스턴 밀러 역
- 원더풀 컨츄리 (1959년)
- 80일간의 세계일주 (1956년)
- 도둑의 고속도로 (1949년) - 슬라브 역
- 나에게 미소질 때 (1948년)
- 내일 일어날 일 (1944년)
- 윈터타임 (1943년)
- 썸딩 투 샤우트 아바웃 (1943년)
- 헬로우 프리스코, 헬로우 (1943년)
- 송 오브 더 아일런즈 (1942년)
- 아이슬란드 (1942년)
- 그레이트 아메리칸 브로드캐스트 (1941년)
- 네이비 블루스 (1941년)
- 영 피플 (1940년)
- 틴 팬 앨리 (1940년)
- 위대한 독재자 (1940년) - 박테리아국의 독재자 나폴리니 역
- 라디오 시티 레벌스 (1938년)
- 뉴욕의 토스트 (1937년)
- 더 텍사스 레인저스 (1936년)
- 희극의 왕 (1936년)
- 야성의 부름 (1935년)
- 더 빅 브로드캐스트 오브 1936 (1935년)
- 투 머치 하모니 (1933년)
- 파라마운트 온 퍼레이드 (1930년)
- 레츠 고 네이티브 (1930년)
- 히트 더 덱 (1930년)
- 클로즈 하모니 (1929년)
- 더 플릿츠 인 (1928년)